# Cycloctenus abyssinus
Cycloctenus abyssinus là một loài nhện trong họ Deinopidae.
Loài này thuộc chi Cycloctenus. Cycloctenus abyssinus được miêu tả năm 1890 bởi Urquhart.